# Georg Fresenius
Johann Baptist Georg Wolfgang Fresenius (Francoforte sul Meno, 25 settembre 1808 – Francoforte sul Meno, 1º dicembre 1866) è stato un botanico e medico tedesco.

## Biografia
Studiò medicina presso le università di Heidelberg, Würzburg e Giessen, conseguendo il dottorato presso quest'ultima istituzione nel 1829. Successivamente si stabilì a Francoforte sul Meno, dove lavorò come medico di famiglia pur mantenendo un interesse attivo per la botanica.
Quando fu uno studente a Heidelberg studiò botanica con il suo amico George Engelmann (1809-1884), che successivamente diventò un noto botanico tedesco-statunitense. Dal 1831 Fresenius fu curatore dell'erbario Senckenberg e insegnante presso l'Istituto di Ricerca di Senckenberg (Forschungsinstitut Senckenberg). Con il suo studente Anton de Bary (1831-1888), condusse delle indagini microscopiche sulle alghe e funghi. Morì a Francoforte il 1 ° dicembre 1866 all'età di 58 anni.
Il genere di pianta Fresenia dalla famiglia Asteraceae prese il suo nome.

## Opere
- Grundriss der Botanik, zum Gebrauche bei seinen Vorlesungen, 1840.
- Beiträge zur mykologie, 1850.
- Beiträge zur Kenntniss mikroskopischer Organismen, 1856.
- Cordiaceae, Heliotropieae, Borragineae, 1857.